# Henri Rosellen

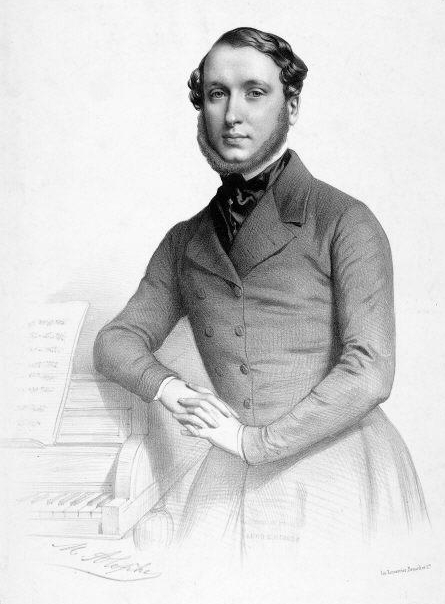
Henri Rosellen, Lithografie von Marie-Alexandre Alophe

Henri Rosellen (* 13. Oktober 1811 in Paris; † 18. oder 20. März 1876 ebenda) war ein französischer Pianist, Musiklehrer und Komponist.

## Leben
Der Sohn des Pianofabrikanten François Eugène Rosellen studierte Klavier und Kompositionslehre am Conservatoire de Paris u. a. bei Louis-Barthélémy Pradher, Pierre Zimmermann, François-Joseph Fétis und Fromental Halévy. Dazu nahm er noch Privatunterricht bei Henri Herz. Er war dann ab den 1830er Jahren sowohl als Pianist, als auch als Musikpädagoge recht erfolgreich. So verfasste er u. a. ein Klavierhandbuch ("Manuel du pianiste"). Große Erfolge konnte er jedoch insbesondere als Komponist feiern. Hier konzentrierte er sich in der Nachfolge eines Franz Hünten darauf, effektvolle, aber leicht spielbare Klavierstücke zu verfassen. Er benutzte dazu häufig Auszüge aus zeitgenössischen Opern von Komponisten wie Donizetti, Bellini oder Meyerbeer, welche er für Klavier überarbeitete. Dies machte ihn zu einem vielgespielten Komponisten seiner Zeit und verschaffte ihm materiellen Wohlstand. Die zeitgenössische Musikkritik sah in ihm zumeist jedoch eher einen seichten, denn einen bedeutenden Komponisten.